# XI Cos d'Exèrcit (Bàndol republicà)
L'XI Cos d'Exèrcit va ser una formació militar pertanyent a l'Exèrcit Popular de la República que va lluitar durant la Guerra Civil Espanyola. Durant la contesa va estar desplegat en els fronts d'Aragó, Segre i Catalunya.

## Historial
La unitat va ser creada al juny de 1937, en el si de l'Exèrcit de l'Est. Va quedar compost per les divisions 26a, 27a i 32a, amb caserna general a Sariñena. Cobria la línia del front que anava des del sud d'Osca —en unió amb el X Cos d'Exèrcit— fins al riu Ebre —on, al seu torn, s'unia amb el XII Cos d'Exèrcit. Durant els següents mesos algunes de les seves forces van intervenir en les ofensives de Saragossa i Belchite, les quals, no obstant això, no van donar els fruits esperats.
En la primavera de 1938, durant la campanya d'Aragó, les forces de l'XI Cos d'Exèrcit no van ser capaces de fer front a la pressió de les unitats franquistes. Per a començaments d'abril les restes del cos d'exèrcit havia establert les seves posicions al llarg de la línia defensiva del riu Segre. Durant els següents mesos no va prendre part en operacions militars de rellevància, reorganitzant les seves malparades forces després de la retirada a Aragó. Després del començament de la campanya de Catalunya va mantenir la resistència en les seves posicions defensiva, aconseguint algunes unitats oferir una forta oposició —com va ser el cas de la 26a Divisió. Malgrat això, la pressió enemiga no va remetre i al començament de 1939 l'XI Cos d'Exèrcit es va veure obligat a retirar-se cap a la frontera francesa al costat de la resta de l'Exèrcit de l'Est.

## Comandaments
Comandants
- tinent coronel d'infanteria Alfonso Reyes González-Cárdenas;[n. 1]
- comandant d'infanteria Antonio Gil Otero;[5][6]
- comandant d'infanteria Bartomeu Muntané i Cirici;[7]
- tinent coronel de Carabiners Francisco Galán Rodríguez;[8]
- tinent coronel d'infanteria Manuel Márquez Sánchez de Movellán;

Comissaris
- Juan Manuel Molina, de la CNT;[9]
- Julián Muñoz Lizcano, del PSOE;[10][11]

Caps d'Estat Major
- comandant d'Estat Major Ricardo Clavería Iglesias;
- coronel d'infanteria Mariano Fernández Berbiela;[7]
- major de milícies Antonio Muñoz Lizcano;

## Ordre de Batalla
| Data                  | Exèrcit adscrit  | Divisions integrades | Front de batalla |
| Juny de 1937          | Exèrcit de l'Est | 26a, 27a i 32a       | Aragó            |
| Octubre de 1937       | Exèrcit de l'Est | 26a, 32a, 44a i 45a  | Aragó            |
| Desembre de 1937      | Exèrcit de l'Est | 26a i 32a            | Aragó            |
| 19 d'abril de 1938    | Exèrcit de l'Est | 26a, 30a i 32a       | Segre            |
| 3 de setembre de 1938 | Exèrcit de l'Est | 26a i 34a            | Segre            |
| Desembre de 1938      | Exèrcit de l'Est | 26a, 32a i 30a       | Segre            |
| 2 de gener de 1939    | Exèrcit de l'Est | 30a i 31a            | Segre            |